# Red Dead
Red Dead — серия компьютерных игр в жанре приключенческого вестерна от третьего лица с открытым миром, разрабатываемых американской компанией Rockstar San Diego и издаваемых Rockstar Games. Серия состоит из трёх основных игр: первая, Red Dead Revolver вышла в 2004 году; вторая, Red Dead Redemption выпущена в 2010 году; третья, Red Dead Redemption 2 вышла в октябре 2018 года.
Серия создана под влиянием произведений жанра вестерн и реалий Американского Запада конца XIX — начала XX века. Из-за периода времени, в котором происходят действия игр, основными транспортными средствами являются лошади, дилижансы и поезда. Игровой процесс меняется между играми серии: так, Red Dead Revolver является линейной игрой со строго ограниченными размерами локаций, в то время как Red Dead Redemption предоставляет игроку открытый мир и большое количество побочных миссий.

## История
Действия игр серии Red Dead, происходят в последние годы Американского Старого Запада (1834—1920 года). Все игры представляют собой шутер от третьего лица, но имеются и ключевые отличия.
Отличительной геймплейной особенностью всей серии, является способность главного героя, под названием «Dead Eye» (рус. «Меткий глаз», досл. пер. с англ. — мертвый глаз) — при прицеливании камера фокусируется на противнике, а время ненадолго замедляется (как при эффекте «Bullet Time»), это позволяет игроку за отведённый промежуток, выбрать места на противнике и поставить там отметки, дабы точнее поразить его. После возвращения времени в обычный ход главный герой выпускает шквал пуль из оружия во врага, в те места и в той последовательности, в которой были поставлены маркеры.
Протагонист первой игры, Ред Харлоу (англ. Red Harlow), является сборным образом различных персонажей из классических спагетти-вестерн фильмов. В частности, большое влияние в создание образа главного героя Реда Харлоу внёс персонаж, известный как «Человек без имени», которого сыграл актёр Клинт Иствуд в серии спагетти-вестерн фильмов, известных как «Долларовой трилогии» режиссёра Серджо Леоне — «За пригоршню долларов» (1964), «На несколько долларов больше» (1965), «Хороший, плохой, злой» (1966).Также разработчики вдохновлялись главным героем фильма «Джоси Уэйлс — человек вне закона» 1976 года. Кроме внешнего сходства Реда и персонажей Иствуда, они схожи и характером — на протяжении всей игры Ред говорит очень редко, только когда это крайне необходимо и всегда несколькими словами. Red Dead Revolver является довольно линейной игрой со строгим повествованием. Для придания аутентичности в игре применяются эффекты «зернистости» и «старой киноплёнки», а саундтрек состоит из множества музыкальных композиций спагетти-вестерн фильмов, 60-х — 70-х годов, включая и несколько композиций, написанных известным итальянским композитором Эннио Морриконе.
Вторая игра, Red Dead Redemption, может похвастаться большим, проработанным открытым миром, состоящим из трёх больших территорий, представляющих собой сборный образ различных регионов Юго-запада США и Севера Мексики, а также отличающихся между собой уникальными географическими и климатическими условиями. Помимо основной сюжетной линии и второстепенных миссий, игрок имеет возможность заняться и другими вещами, такими, как охота на диких животных, зачистка бандитских убежищ, поиск сокровищ или простым изучением мира игры.
В Red Dead Redemption используется система морали, от чего игроки могут получить положительный или негативный уровень «чести». Игрок имеет несколько способов, чтобы повысить «честь» в положительную сторону, к примеру, помогать встреченным незнакомцам или доставлять живым шерифу преступников, за головы которых назначена награда. Низкая честь будет получена за совершение разного рода преступлений, в том числе за убийство и грабёж мирных жителей. Эта система определяет, как окружающие люди будут реагировать на главного героя.
Боевая система и перестрелки являются неотъемлемой частью игр серии. Игроки могут прятаться за укрытия, а при стрельбе использовать автоприцел или свободный прицел. Присутствует разнообразное огнестрельное оружие, представленное в основном револьверами, винтовками и дробовиками той эпохи.

## Игры серии
| Год                   | Название                              | Разработчик        | Платформа                                                    |
| --------------------- | ------------------------------------- | ------------------ | ------------------------------------------------------------ |
| 2004                  | Red Dead Revolver                     | Rockstar San Diego | PlayStation 2 Xbox                                           |
| 2010                  | Red Dead Redemption: Gunslingers      | Rockstar Games     | —                                                            |
| 2010                  | Red Dead Redemption                   | Rockstar San Diego | PlayStation 3 Xbox 360 Nintendo Switch PlayStation 4 Windows |
| 2010                  | Red Dead Redemption: Undead Nightmare | Rockstar San Diego | PlayStation 3 Xbox 360 Nintendo Switch PlayStation 4 Windows |
| 2018                  | Red Dead Redemption 2                 | Rockstar Games     | PlayStation 4 Xbox One Windows Stadia                        |
| 2019                  | Red Dead Online                       | Rockstar Games     | PlayStation 4 Xbox One Windows Stadia                        |
| Notes: 1. 2. 3. 4. 5. |                                       |                    |                                                              |

| 2004 | Red Dead Revolver                     |
| 2005 |                                       |
| 2006 |                                       |
| 2007 |                                       |
| 2008 |                                       |
| 2009 |                                       |
| 2010 | Red Dead Redemption: Gunslingers      |
| 2010 | Red Dead Redemption                   |
| 2010 | Red Dead Redemption: Undead Nightmare |
| 2011 |                                       |
| 2012 |                                       |
| 2013 |                                       |
| 2014 |                                       |
| 2015 |                                       |
| 2016 |                                       |
| 2017 |                                       |
| 2018 | Red Dead Redemption 2                 |
| 2019 | Red Dead Online                       |

### Red Dead Revolver
Первая игра серии, была выпущена 3 мая 2004 году на консоли PlayStation 2 и Xbox. Red Dead Revolver является линейным приключенческим шутером, в котором игрок продвигается постепенно по ходу сюжетной линии.
Сюжет охватывает период 1880-х годов с эпизодическим показом 1870-х и рассказывает о Реде Харлоу, сыне ковбоя-золотоискателя и матери-индианки. Семья Реда была жестоко убита вследствие предательства напарника отца — «Гриффа», который впоследствии стал губернатором Гриффоном. Спустя годы после смерти родителей Ред взрослеет и становится охотником за головами; скитаясь по окрестностям, он ищет Гриффона и убийц родителей, дабы отомстить.
Изначально разрабатывалась компанией Capcom, а основные элементы были заимствованы из игры 1985 года — Gun.Smoke. После возникших трудностей с разработкой права на игру перешли Rockstar Games.

### Red Dead Redemption
Вторая игра серии, вышла 18 мая 2010 года на PlayStation 3 и Xbox 360. В Red Dead Redemption, в отличие от предыдущей основной игры серии, повествование происходит в открытом мире, с которым игрок может всячески взаимодействовать и исследовать его. Большая часть игрового процесса сосредоточена на использовании умения «Dead Eye», которое впервые появилось в Red Dead Revolver, но было значительно улучшено и доработано.
Действие игры происходит на самом закате эпохи Дикого Запада, в 1911—1914 годах. Протагонист Джон Марстон, бывший головорез, оставивший кровавый промысел, вынужден работать на государственных агентов, чтобы убить или захватить живыми его бывших сообщников, включая его «старых друзей» — Билла Уильямсона, Хавьера Эскуэлу и Датча ван дер Линде. Если Марстон этого не сделает, то пострадает его семья. Герою суждено преодолеть огромное расстояние от западных границ США, где царит хаос и властвуют беспринципные коррумпированные чиновники, а простые поселенцы ведут бесконечную борьбу за выживание, посетить Мексику, пребывающую на грани гражданской войны, и добраться до цивилизованных мест северо-восточнее великих равнин.
После выхода игра вплоть до середины 2014 года поддерживалась компанией Rockstar Games. Было выпущено несколько дополнений, в том числе и самостоятельное сюжетное дополнение Undead Nightmare осенью 2010 года.
11 октября в Северной Америке, 14 октября в Европе и Австралии и 7 ноября 2011 года в России вышло издание Red Dead Redemption: Game of the Year Edition, включающее в себя оригинальную игру, Undead Nightmare, а также все ранее вышедшие дополнения и бонусы, доступные только за предзаказ оригинальной игры.

#### Gunslingers
Браузерная игра для социальной сети Facebook, выпущенная в апреле 2010 года в ходе маркетинговой кампании, перед выходом основной игры серии Red Dead Redemption в мае того года. Gunslingers является дуэльной игрой с элементами RPG, в которой игроки соревнуются один на один, чтобы получать очки опыта и открывать различные достижения. В связи с слишком большими изменениями платформы сайта в начале 2012 года игра стала недоступна.

#### Undead Nightmare
Undead Nightmare — это самостоятельное сюжетное дополнение к Red Dead Redemption, рассказывающее о протагонисте Джоне Марстоне, который ищет лекарство от эпидемии зомби-вируса, который прокатился по американскому Дикому Западу. Сюжет не является каноническим, действия происходят в альтернативной вселенной оригинальной игры.
Дополнение вышло 26 октября 2010 года в PlayStation Store и Xbox Live Marketplace и стала доступна в качестве загружаемого дополнения к Red Dead Redemption. 23 ноября в Северной Америке, 26 ноября в Европе и 3 декабря в России вышло на диске в сборнике Red Dead Redemption: Undead Nightmare Collection, в который помимо самого Undead Nightmare, не требующего основную игру, вошли небольшие дополнение Outlaws to the End Co-Op Mission Pack, Legends and Killers Pack и Liars and Cheats Pack.

### Red Dead Redemption 2
Третья основная игра серии Red Dead. Была анонсирована 18 октября 2016 года, вышла 26 октября 2018.

## Состав разработчиков
| Год  | Игра                  | Руководители        | Продюсер(ы)                              | Исполнительные продюсеры | Геймдизайнер(ы)     | Сценарист(ы)                                   | Композитор(ы)          |
| ---- | --------------------- | ------------------- | ---------------------------------------- | ------------------------ | ------------------- | ---------------------------------------------- | ---------------------- |
| 2004 | Red Dead Revolver     | Джош Нидельман      | Стюарт Спилкин                           | Сэм Хаузер               | Джош Нидельман      | Кейси Фэхи, Дэвид Феррис, Роберт Бэйкон        | Патрик Уитакер         |
| 2010 | Red Dead Redemption   | Кристиан Кантамесса | Стив Мартин, Дэвид Кунклер, Лесли Бензис | Сэм Хаузер               | Кристиан Кантамесса | Дэн Хаузер, Майкл Ансворт, Кристиан Кантамесса | Билл Элм, Вуди Джексон |
| 2018 | Red Dead Redemption 2 | Имран Сарвар        | Роб Нельсон                              | Сэм Хаузер, Дэн Хаузер   | Имран Сарвар        | Дэн Хаузер, Майкл Ансворт, Руперт Хамфрис      | Вуди Джексон           |

## Короткометражный фильм
«Red Dead Redemption: The Man from Blackwater» (рус. Человек из Блэкуотера) — получасовой короткометражный анимационный фильм режиссёра Джона Хиллкоута, основанный на игре Red Dead Redemption и созданный на её игровом движке RAGE. Первоначально был показан на 29 мая 2010 года в 12:00 PST (20:00 UTC) на канале FOX. Позднее, 7 июня расширенная версия фильма размером 1.2 Гигабайт, стала доступна для загрузки с официального сайта Rockstar Games.

## Отзывы и критика
| Игра                                  | GameRankings               | Metacritic                          |
| ------------------------------------- | -------------------------- | ----------------------------------- |
| Red Dead Revolver                     | PS2: 74,59 % Xbox: 74,29 % | PS2: 73/100 Xbox: 74/100            |
| Red Dead Redemption                   | PS3: 94,66 % X360: 94,12 % | PS3: 95/100 X360: 95/100            |
| Red Dead Redemption: Undead Nightmare | PS3: 88,45 % X360: 87,55 % | PS3: 87/100 X360: 87/100            |
| Red Dead Redemption 2                 | PS4: 96,45 % XOne: 97,44 % | PS4: 97/100 XOne: 97/100 PC: 93/100 |

Игры серии Red Dead были хорошо приняты критиками, особенно вторая часть — Red Dead Redemption, получившая большое количество высоких оценок и в совокупности имеющая около 95 % на сайтах Metacritic и GameRankings, что делает её одной из игр с самым высоким рейтингом для PlayStation 3 и Xbox 360. Она завоевала множество наград, в том числе и «Игра года» по версии GameSpot и GameSpy. Рецензенты высоко оценили визуальную составляющую, музыку, актёрскую игру, открытый мир, игровой процесс и сюжет игры.

### Продажи
Продажи Red Dead Revolver по состоянию на июль 2010 года, согласно Joystiq, только в Северной Америке составляют 920 000 копий, а всего в мире было продано около 1,5 млн копий игры, по заявлениям издателя и дистрибьютора Take-Two Interactive от 12 марта 2008 года. По данным сайта VG Chartz на апрель 2016 года, было продано ровно 2 млн копий игры.
Продажи Red Dead Redemption сразу после выхода составили 5 млн копий игры. В сентябре 2011 года уже достигли 12,5 млн копий, а уже в августе 2015 года превысили более 14 млн копий во всём мире. По данным сайта VG Chartz на апрель 2016 года, было продано чуть больше 15 млн копий игры, включая издания Game of the Year Edition и Undead Nightmare Collection.